# Shamil Asgarov
Shamil Asgarov o Shamil Askerov(Azerbaijani: Şamil Səlim oğlu Əsgərov, 1929, Aghjakand-20 de mayo de 2005, Bakú) fue un académico kurdo, poeta e investigador en la historia de los kurdos en Azerbaiyán. Fue un líder de la gran comunidad kurda de Kalbajar, fundador y director anterior del museo kurdo en Kelbajar
, y editor del diario kurdo Denge Kurd publicado de 1991 a 2004 en Bakú, Azerbaiyán
. Shamil Asgarov tradujo una clásica historia de amor kurda Mem y Zin al azerí y fue el autor de 17 libros entre ellos, Ferhenge, el diccionario kurdo-azerí, que fue publicado en 1999 con el apoyo de la Fundación Soros.